# Schranken
Schranken is een verschijnsel waarbij door scheefstand of doorhangen in een constructie (on)gewenste effecten optreden.

## Voorbeelden

Animatie van het klemmen door het schrankeffect. Door het draaimoment te verkleinen (pijl schuift naar links) wordt klemming voorkomen.

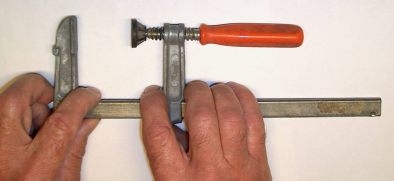
Bij een lijmtang wordt door het schranken het mogelijk om een klemkracht tussen de bekken op te wekken.

Bij oude houten kastladen kwam het vaak voor dat ze klemden. De klemming werd veroorzaakt door de scheefstand van de lade. In de Duitse taal is daarom dit verschijnsel bekend onder het begrip Schubladeneffekt (schuiflade-effect).
Een steigerconstructie moet om het schranken te voorkomen te zijn voorzien van schoren.
Bij bewegende delen in een constructie dienen constructieve maatregelen genomen te worden om het vastlopen als gevolg van het schranken te voorkomen.
Bij een lijmtang wordt juist van het schranken gebruikgemaakt om het bewegende deel vast te haken.
Om schranken van een opgeklampte deur tegen te gaan, wordt een schrankschoor of klamp schuin omhoog aangebracht zodat dat deze op druk wordt belast en de deur haaks blijft.

## Oorzaak
De oorzaak van de scheefstand is meestal het gevolg van een ongelijkmatige belasting. Deze ongelijkmatige belasting veroorzaakt een draaimoment in de constructie. Dit draaimoment zorgt er in het geval van een bewegende constructie voor dat er wrijvingskrachten opgewekt worden die tegengesteld gericht zijn aan de bewegingsrichting. Als de constructie niet goed is ontworpen, zullen deze wrijvingskrachten zo groot zijn dat de beweging stopt. De constructie loopt dan vast. Ze is dan zelfremmend. Bij een statische constructie (zoals een steiger) dient het draaimoment constructief opgevangen te worden. Meestal worden hiervoor schoren toegepast.